# 207109 Stürmenchopf
207109 Stürmenchopf è un asteroide della fascia principale. Scoperto nel 2005, presenta un'orbita caratterizzata da un semiasse maggiore pari a 2,4671266 UA e da un'eccentricità di 0,1503943, inclinata di 3,74871° rispetto all'eclittica.
L'asteroide era stato inizialmente battezzato 207109 Stuermenchopf’ per poi essere corretto nella denominazione attuale.
Il suo nome è dedicato ad un'omonima montagna di 769 metri di altezza situata nel Canton Basilea Campagna, in Svizzera, facente parte del massiccio del Giura.